# Dōjin soft
Dōjin soft (同人ソフト), às vezes chamado de dōjin games (同人ゲーム), com dōjin às vezes transliterado como doujin ou doujinshi, são videogames criados por fãs ou grupos de fãs (chamados de "círculos"), mais por diversão do que por lucro; essencialmente, o equivalente japonês oriental dos videogames independentes ou fangames. A maioria deles é baseada em material preexistente ("modding"), mas alguns são criações inteiramente originais. Eles são quase sempre exclusivos para PCs baseados em Windows, mas algumas exceções notáveis também existem para o Dreamcast, um console no qual o desenvolvimento de homebrews era popular.
Dōjin soft estão normalmente disponíveis nos modos "demo" ou "trial" 体験版 (taikenban) gratuitamente na Internet, com versões completas disponíveis para compra. Um jogo, o beat'em up Ragnarok Battle Offline da French-Bread, uma homenagem/paródia do MMORPG Ragnarok Online, impressionou tanto a Gravity Corp. (os criadores do jogo original) que recebeu um lançamento oficial fora do Japão.
Como fangames, dōjin soft frequentemente usa personagens de videogames, animes ou mangás existentes. Esses usos não autorizados de personagens são geralmente ignorados e aceitos pelos detentores dos direitos autorais, e são vistos como incentivadores de uma comunidade maior de fãs. Há também muitos títulos dōjin soft que são completamente originais, ou apresentam apenas vagas alusões a outras séries.
Enquanto a maioria das vendas de dōjin soft ocorre em convenções de animes, videogames ou anime (como o Comiket), há um número crescente de sites especializados na Internet que os vendem. Alguns títulos vendem bem o suficiente para que seus criadores possam fazer um trabalho em tempo integral com seu "hobby amador". Um círculo particular, Type-Moon, se tornou um desenvolvedor de videogame comercial.
Os jogos dōjin soft normalmente não são lançados fora do Japão devido a barreiras linguísticas. Recentemente, desenvolvedores ocidentais independentes se ofereceram para ajudar a traduzir esses jogos para lançamentos em outros mercados, com um dos primeiros exemplos bem-sucedidos sendo Recettear: o An Item Shop's Tale, desenvolvido originalmente pela EasyGameStation em 2007 e depois localizado e lançado pela Carpe Fulgur em 2010 para o público anglófono, que teve um sucesso modesto com mais de 300.000 unidades vendidas nesses mercados. Esta abordagem tem sido usada para trazer outros jogos dōjin soft, particularmente visual novels e simuladores de romances, para o Ocidente.